# حديقة دولت آباد
حديقة دولت آباد (بالفارسية: باغ دولت آباد) هي حديقة تاريخية في يزد، بإيران. يبلغ ارتفاع الملقف 33.8 مترًا، وهو أطول ملقف مصنوع من الطوب اللبني في العالم. أُدرج ضمن قائمة اليونسكو للتراث العالمي في عام 2011، بوصفه جزءًا من الحدائق الفارسية. كما أُدرجَت في اليونسكو كجزء من مدينة يزد التاريخية في عام 2017.
تحتوي الحديقة على عدة مبانٍ مثل مبنى قاعة المرآة، وبيت الواجهة، ومبنى بهشت آين، ومبنى بادجير، وحرم سرى (سكن النساء)، ومبنى طهراني، ومساكن الخدم، ودار القضاء، والمطبخ (بيت الطبخ)، والقوس، والصهريج، وشوتورخانة، والإسطبلات الصيفية والشتوية، وقناة الري.

## التاريخ
أنشا محمد تقي خان بافقي الحديقة في عام 1747 إذ كان مسؤولًا عن يزد بعد وفاة نادر شاه. بدأ البناء بأمر بإنشاء قناة بطول 65 كيلومترًا بخمسة فروع جذرية لنقل المياه من مهريز إلى الموقع. ثم بنى مسكنه ومقر حكومته في الجنة. تحولت الحديقة إلى أنقاض بعد وفاة مالكها الأصلي في عام 1793. تُرّي الحديقة حاليًا باستخدام بئر عميق جزئيًا حيث لم تعد القناة توفر المياه للحديقة.
أُصلحَت الحديقة والهياكل الموجودة فيها على يد الابن الثالث لفتح علي شاه قاجار وهو محمد ولي ميرزا الذي كان في عام 1811 حاكم يزد، وفي وقت آخر من قبل سلطان حسين ميرزا الابن الأكبر لمسعود ميرزا زل سلطان الذي كان يشغل منصب حاكم يزد. أُصلح للمرة الأخيرة بين عامي 1975 و1983، مما أدى إلى ترميم الملقف الذي انهار جزئيًا في بعض أجزائه. كانت الجدران التي تحيط بالحديقة تحتوي في السابق على 6 أبراج، لم يتبق منها اليوم إلا برج واحد.

أُدرج في قائمة التراث الوطني لإيران، برقم 774 في 13 آذار 1969.

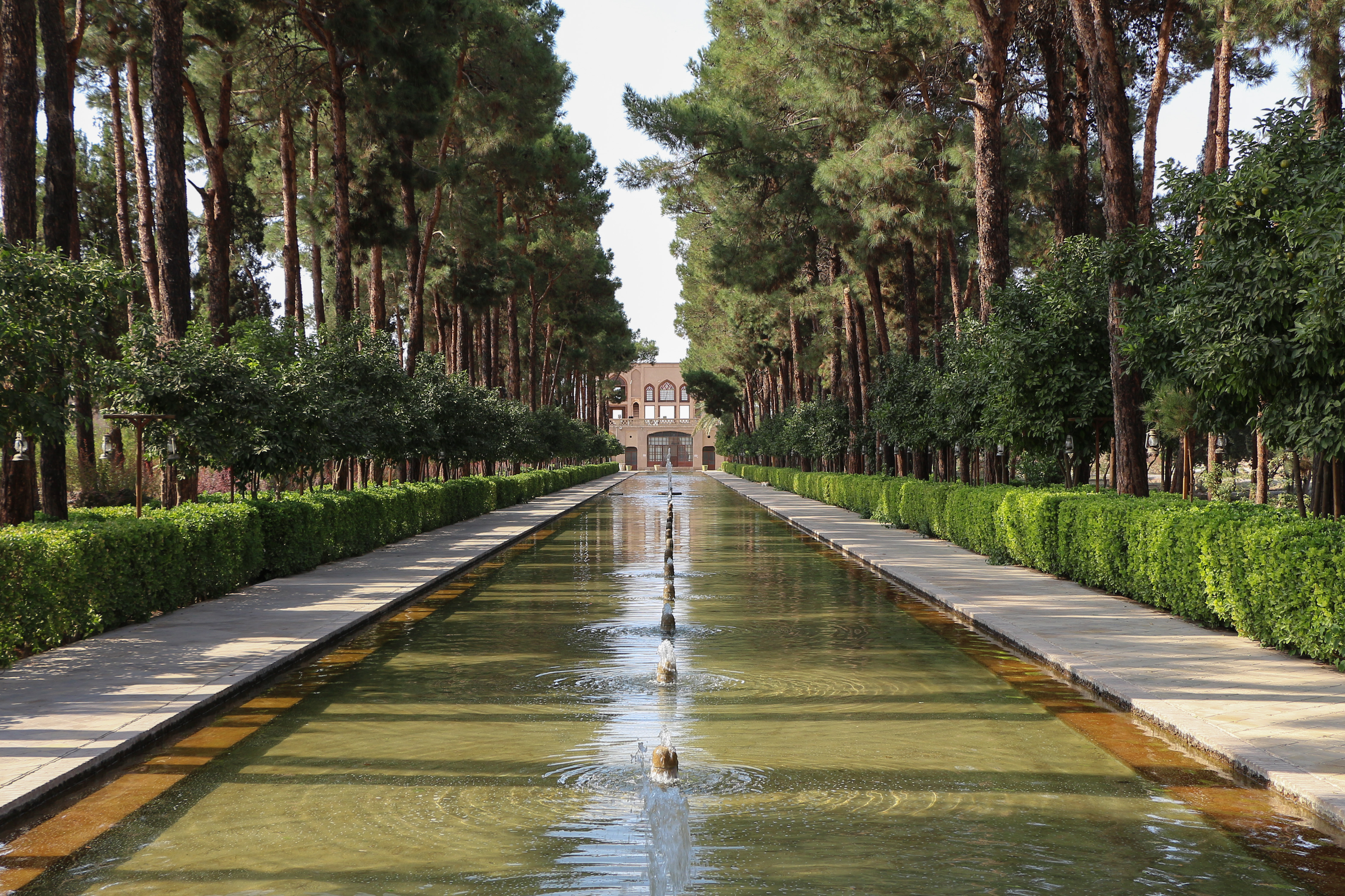
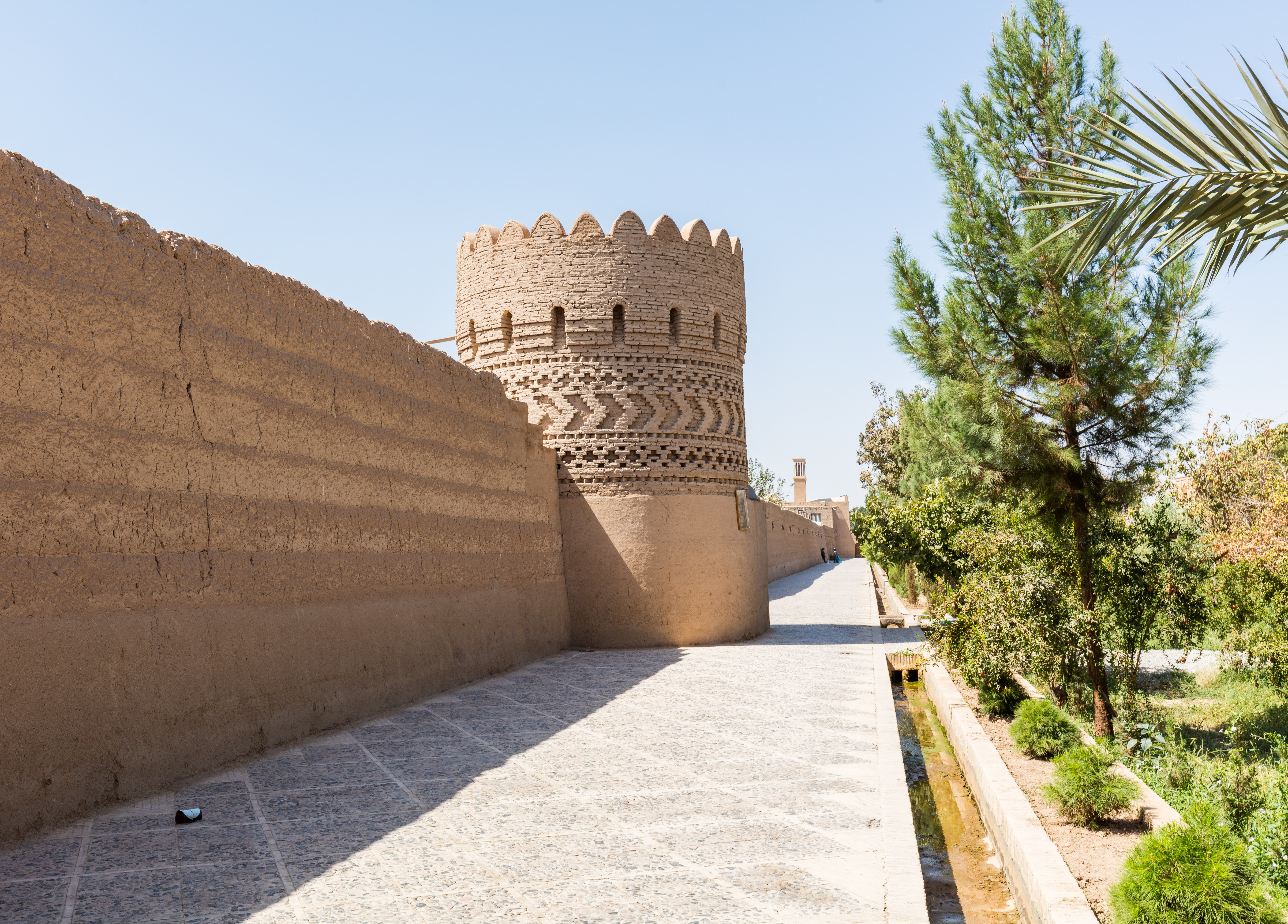
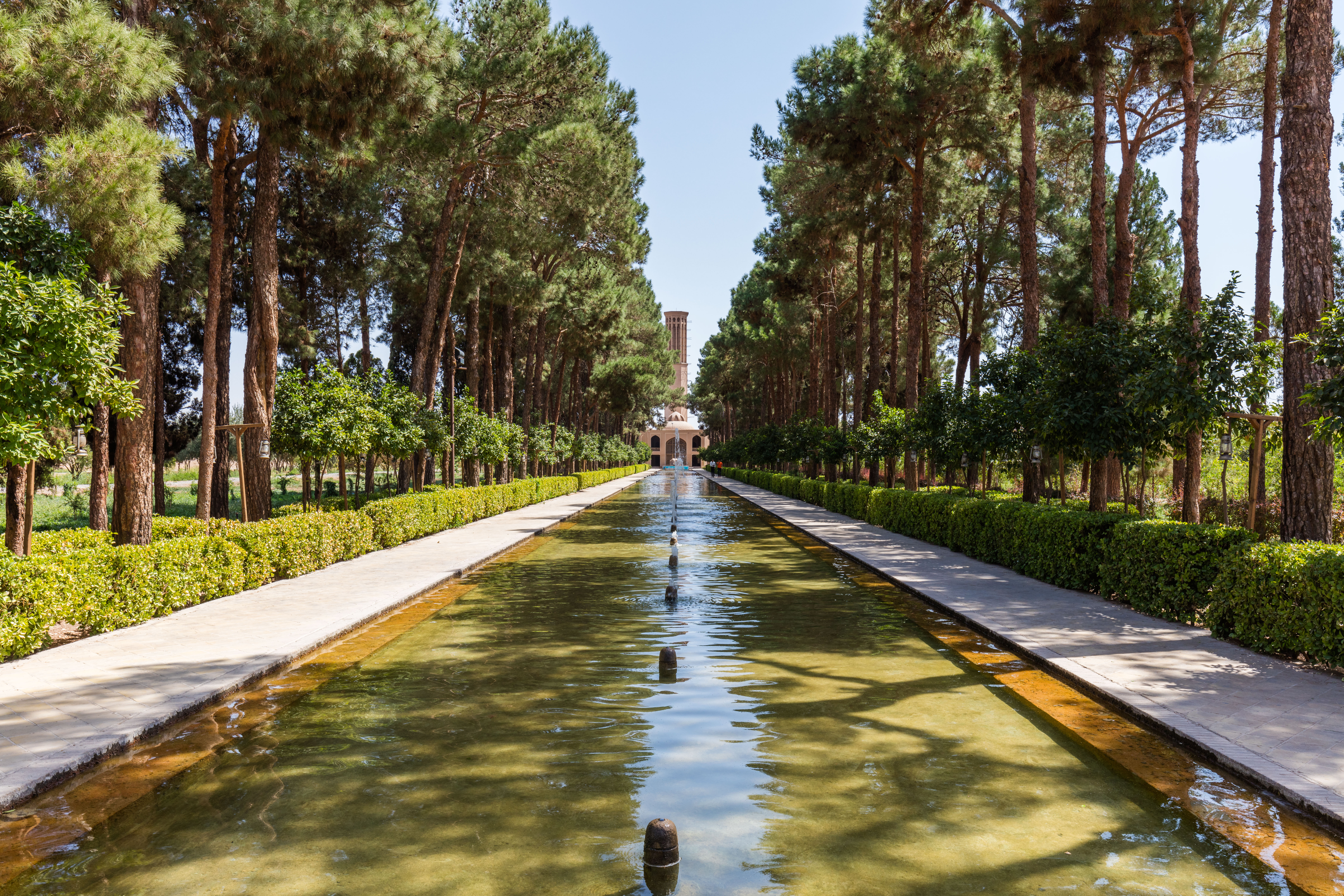
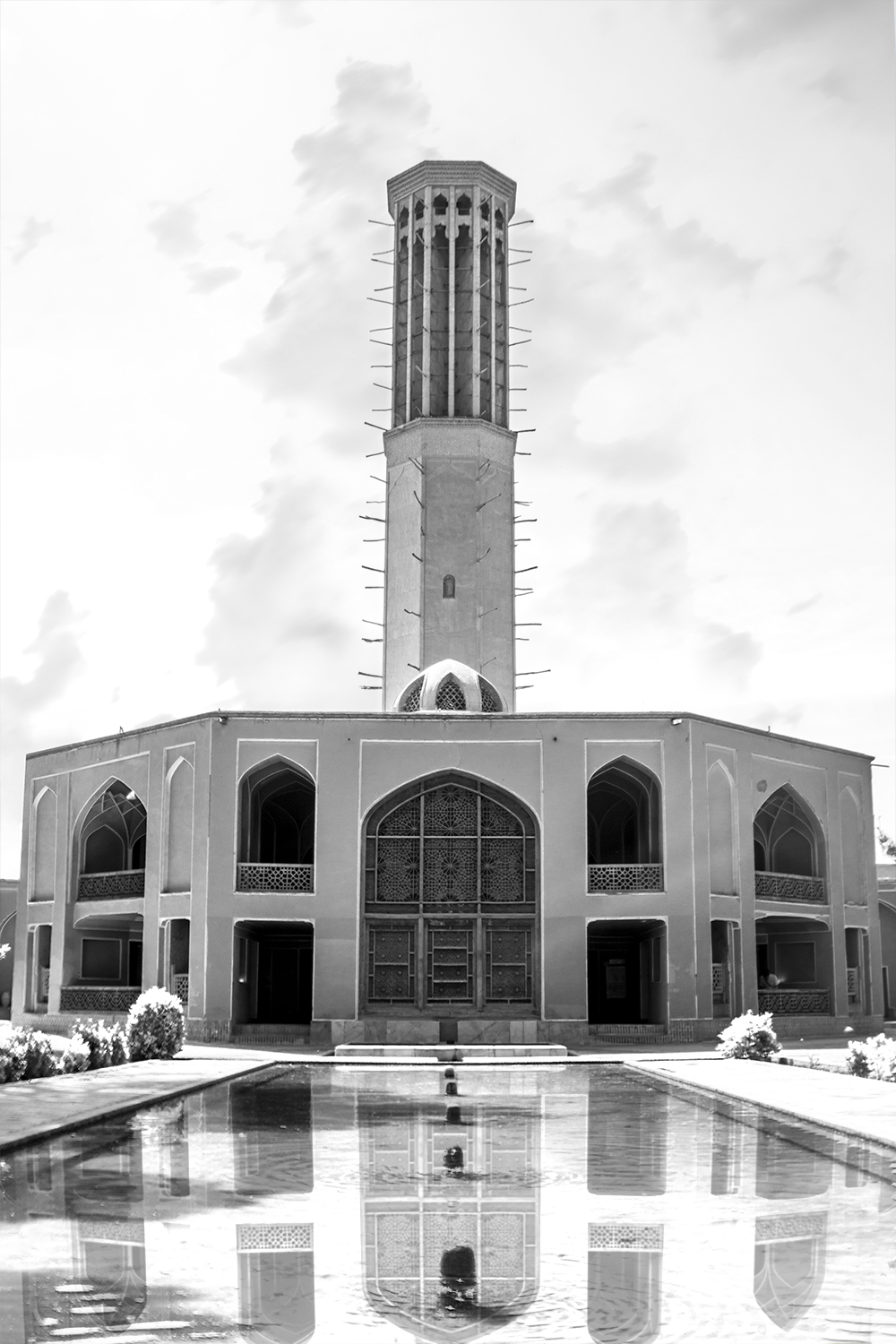
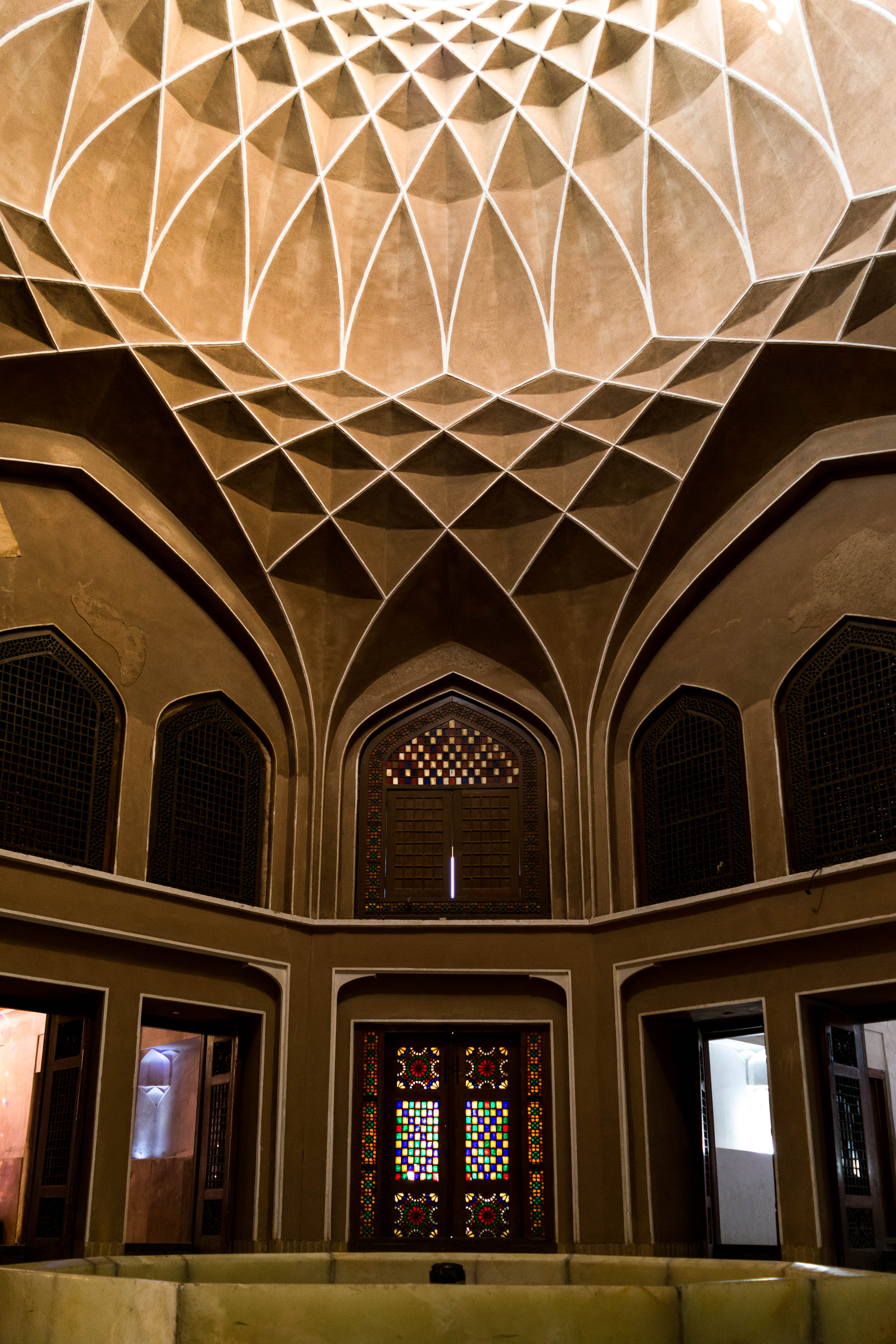
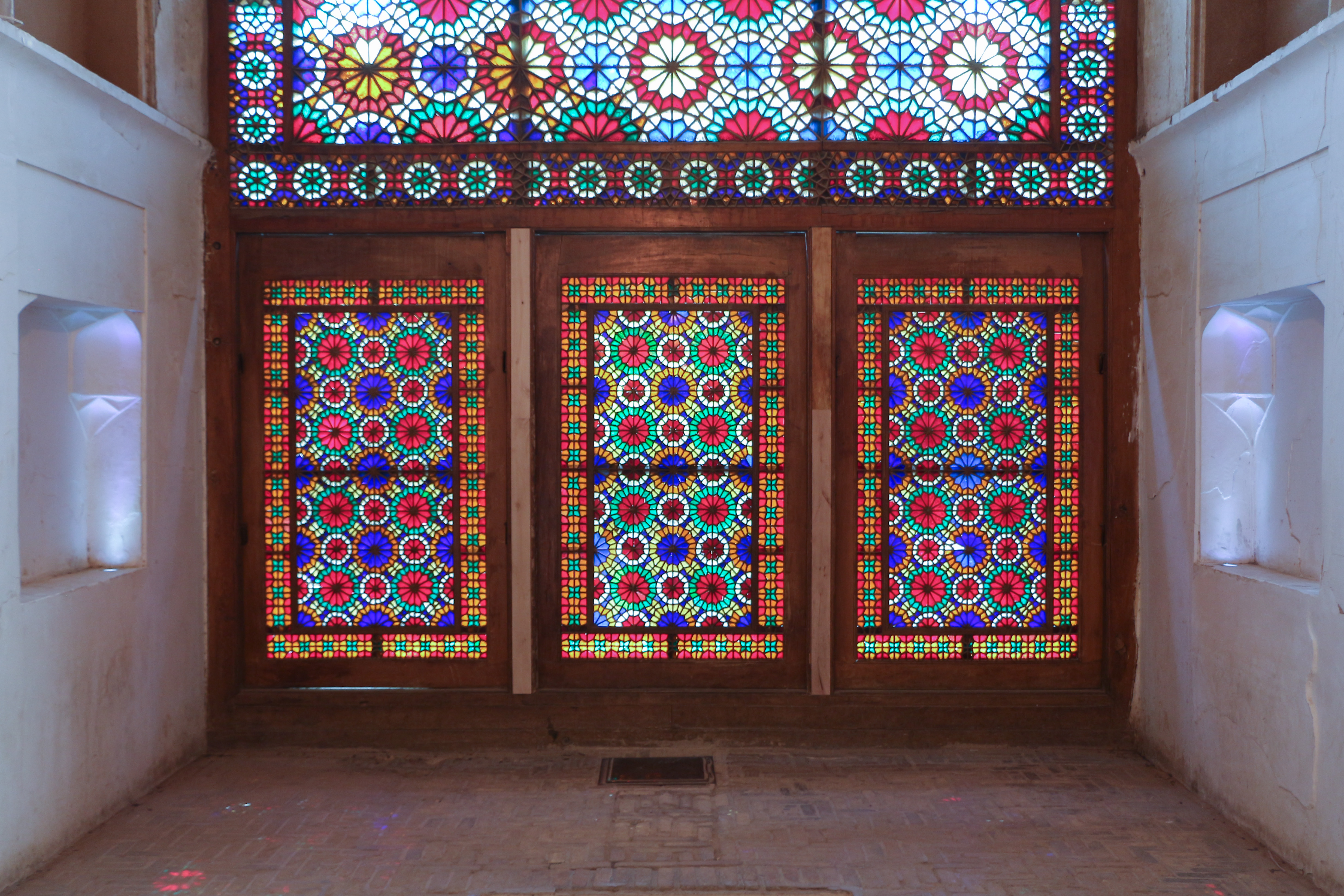
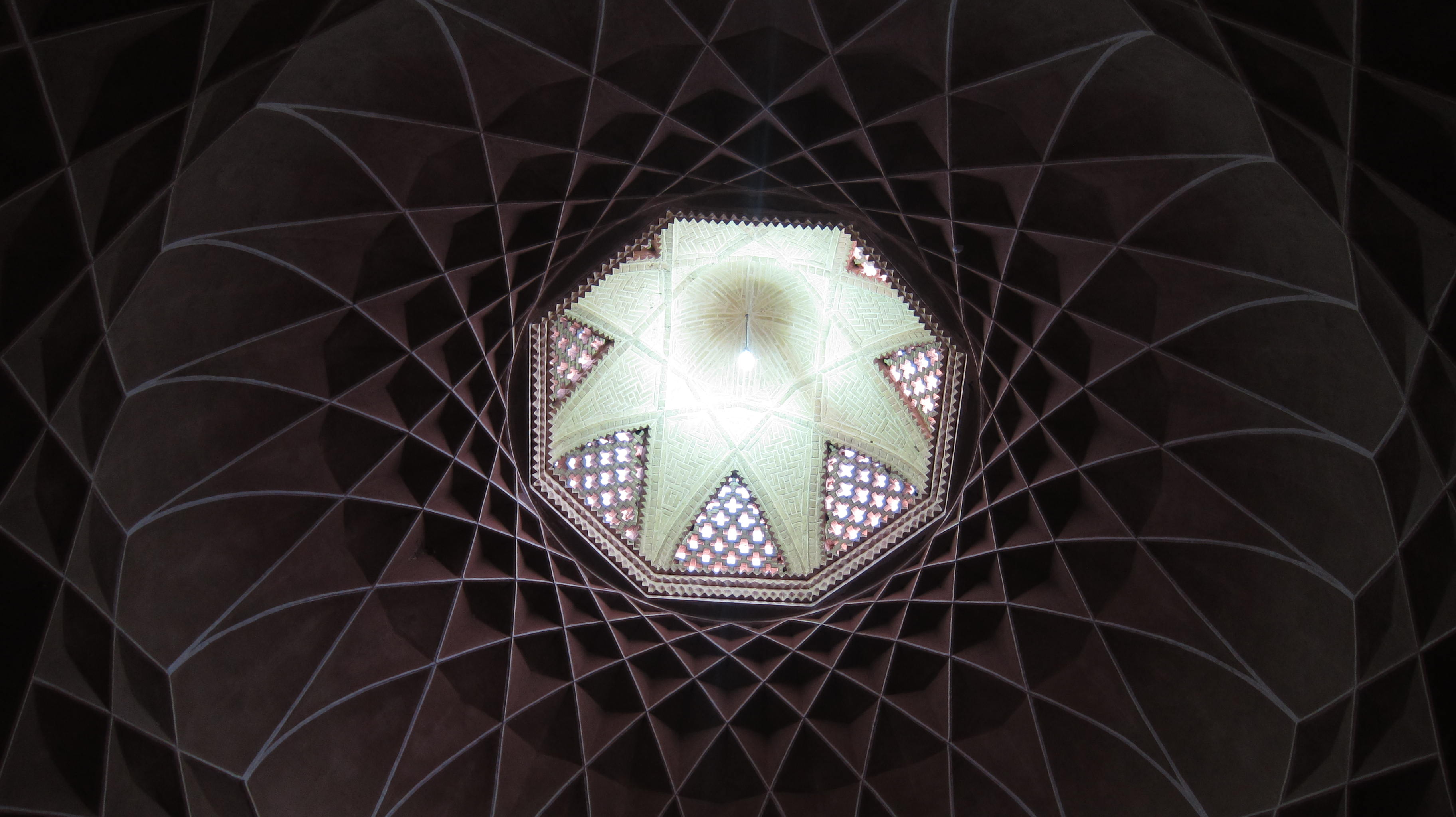
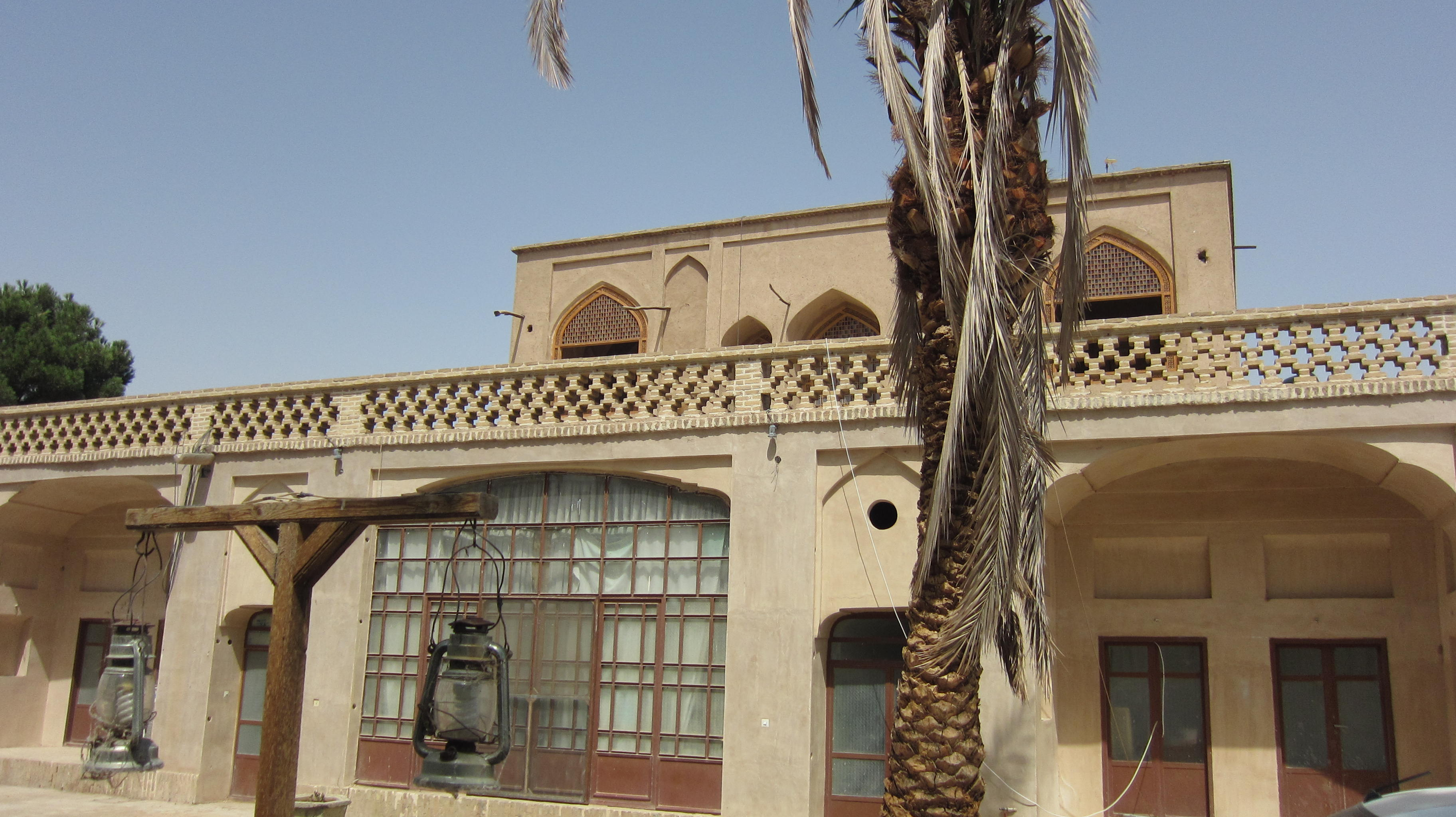